# Biserica Schimbarea la Față din Șaeș
Biserica Schimbarea la Față din Șaeș este un monument istoric aflat pe teritoriul satului Șaeș, comuna Apold.